# Donja Stubica
Donja Stubica (Hongaars: Stubica) (vaak afgekort als D.Stubica of gewoon Stubica) is een stad en gemeente in Kroatië, in de provincie Krapina-Zagorje. Donja Stubica telde in 2001 5390 inwoners, waarvan 2,524 in de stad.

## Geschiedenis
Donja Stubica werd gesticht in 1209 door koning Andreas II van Hongarije, tijdens de Unie van Kroatië met Hongarije. In 1573 was de stad de plaats van de Kroatische en Sloveense boerenrevolutie onder leiding van Matija Gubec.
In de stad zijn ook archeologische ontdekking gedaan van grote waarde.

## Cultuur
In Donja Stubica is een museum gewijd aan de Kroatische boerenopstand van 1573 en er zijn verscheidene voorzieningen en sportclubs vindbaar.

## Partnersteden
- Rodgau (Duitsland), sinds 2002

## Overig
Donja Stubica ligt aan een spoorlijn en vlak bij de provinciale weg 307.